# Théâtre de la Comédie d'Angers
Pour les articles homonymes, voir Théâtre de la Comédie.
Le Théâtre de la Comédie est situé à Angers, en Maine-et-Loire. Ouvert en 1994, c'est le seul théâtre de poche de la ville.

## Historique
Il a ouvert ses portes en 1994.

## Description
Ce théâtre de poche compte 90 places assises.

## Programmation
La compagnie Les Arthurs anime ce lieu culturel ainsi qu'un atelier de formation théâtrale. Le théâtre assure également une mission pédagogique auprès des personnes en difficultés ou handicapées. Sa programmation est tournée vers la comédie sous toutes ses formes possibles.
La compagnie théâtrale organise également des concerts acoustiques. Des artistes tels que Éric Beauchais, Thomas Dutronc, Jean-Pierre Niobé, etc.
Extraits de la programmation :
- 2005 - Rôle de Don Juan dans Le procès de Don Juan, d’après La nuit de Valognes, d’Éric-Emmanuel Schmitt[2].
- 2006 - On purge bébé de Feydeau par la Compagnie "Les Anjoués"[3].
- 2007 - Terrain miné[4].
- 2007 - Création "Le Petit Frère du Père Noël" par la Compagnie des Arthurs[5].

## Localisation
Le théâtre de la Comédie est situé à Angers, au 1 rue Cordelle.